# Kartäuserritus
Der Kartäuserritus ist ein Ritus der römisch-katholischen Kirche. Er ist im Kartäuserorden entstanden und sehr mit der eremitischen Lebensweise verbunden. Den meisten Menschen ist er aufgrund der großen Abgeschiedenheit der Mönche unbekannt.
Die ältesten Dokumente über den Ritus stammen aus dem ersten Viertel des 12. Jahrhunderts und sind damit ungefähr vierzig Jahre nach der Gründung der Grande Chartreuse im Jahre 1084 entstanden. Aufgrund der abgeschiedenen Lebensweise ist der Ritus relativ unverändert geblieben.

## Geschichte

### Ursprünge und Entwicklung
Die erste Kartäusergemeinde bestand aus weltlichen Klerikern und Regularkanonikern, darunter zwei aus Saint-Ruf. Keiner der ersten Gefährten war ein Mönch, und der Geist der ersten Gemeinschaft war von den Regeln des heiligen Augustinus von Hippo inspiriert und den Bedürfnissen und der halberemitischen Lebensweise angepasst.
Von der ursprünglichen Liturgie gibt es keine Überlieferungen. Früher ging man davon aus, dass er vom Lyoner Ritus des 12. Jahrhunderts abstammt. Nach Untersuchungen der Kartäuser zu Zeiten der Liturgiereform nach dem Zweiten Vatikanischen Konzil stammt der Ritus von der Cluseanischen Messe des 11. Jahrhunderts ab und wäre damit der antiken Form des Römischen Ritus ähnlich. Diese Aussagen sind aber immer noch im wissenschaftlichen Diskurs.
Um der einfachen Lebensweise treu zu bleiben, wurde auch die heilige Messe in aller Einfachheit gefeiert. Bis in das 13. Jahrhundert wurde an gewöhnlichen Tagen die Messe mit nur einer Kerze gefeiert. Auch die liturgische Kleidung war einfach. Gold war verboten, außer für die heiligen Gefäße wie Patene und Kelch.
Es ist auch bekannt, dass außerhalb der Fastenzeit die Messe nicht täglich gefeiert wurde. Lange Zeit gab es in den Klosterkirchen nur einen Altar. Wie viele Priester es gab, kann nicht mehr festgestellt werden. Es gilt aber als sicher, dass es in den Gemeinschaft ein Bedürfnis gab, alle Kartäuser die Priesterweihe empfangen zu lassen. Im 13. Jahrhundert standen die Kartäuser im Ruf, die Messe relativ selten zu feiern. Heute sind sie unter den Gemeinschaften, welche die Messe nach den Grundsätzen des Zweiten Vatikanischen Konzils angepasst haben, die einzige, bei denen jeder Priester, zusätzlich zur Gemeindemesse, allein oder mit einem Messdiener die Messe nochmals zelebriert.
Bei Untersuchungen des Antiphonale zeigte sich, dass zuerst eine Stundenliturgie mit neun Lesungen praktiziert wurde, welche von Saint-Ruf, Grenoble und Lyon beeinflusst war.
In einem zweiten Schritt übernahmen die Kartäuser das Stundengebet der Benediktiner komplett. Den entscheidenden Schritt hierzu unternahm Guigo I., der fünfte Prior der Großen Kartause und Verfasser der Regeln, um 1124. Guigo I. revidierte das Antiphonale.
Im Laufe der Jahrhunderte haben die Kartäusergemeinschaften die Liturgie an ihr einsames und kontemplatives Leben angepasst. Als Papst Pius V. 1570 in der Bulle Quo Primum den Ritus Romanus für die gesamte Kirche einführte, war der Kartäuserritus nicht betroffen. Da er seit mehr als 200 Jahren unverändert war, konnten die Kartäuser somit ihr liturgisches Erbe erhalten.

### Änderungen nach dem Zweiten Vatikanischen Konzil (1980–2008)
Im Einvernehmen mit dem Heiligen Stuhl entschieden die Kartäuser zur Zeit der Reform des Römischen Ritus ihren Ritus zu erhalten, da er an ihr Leben in der Einsamkeit ohne pastorale Aufgaben besser angepasst ist. Trotzdem überarbeiteten sie die liturgischen Bücher und übernahmen einige Elemente des reformierten Ritus:
- Verwendung der Volkssprache, wenn es vom Haus so festgelegt wurde, für die Lesungen, welche immer gesungen werden, die Ansprachen und die Fürbitten
- Kommunion unter beiderlei Gestalten (sub utraque specie)
- die neuen Hochgebete
- neue Präfationen;
- Ob der Priester versus populum oder versus deum zelebriert, steht den Gemeinschaften ebenfalls frei.
- Konzelebration, welche aber dem Sonntag und bestimmten festlichen Anlässen vorbehalten ist.
- Die Anzahl der Gebete der Messe (Tagesgebet, Gabengebet und Schlussgebet) wurde wie im reformierten Ritus auf drei reduziert.

Darüber hinaus wurden 
- die Gebetsauswahl durch Übernahmen aus dem römischen Ritus oder Neuschöpfungen bereichert.
- das Lektionar des Nachtoffiziums neu geordnet.
- ein neues Tagesoffizium und Brevier in der Volkssprache für das Stundengebet in den Zellen herausgegeben. In dieses wurden auch Hymnen ohne lateinische Entsprechung aufgenommen.

In allen Klöstern des Ordens wurden die liturgischen Räume nach den Vorgaben des Konzils und im Respekt vor dem historischen Erbe umgestaltet. Es wurde zum Beispiel der Altar vom Altarbild getrennt, um das Umschreiten zu ermöglichen. Der Lettner wurden entfernt, soweit es nicht zu Konflikten mit dem Denkmalschutz kam. Künstlerische Schöpfungen des 19. und 20. Jahrhunderts wurden dem Zeitgeist entsprechend entfernt.
Bei der Konventmesse entscheidet der Konvent und bei den Privatmessen der Zelebrant, ob in der traditionellen oder der reformierten Form zelebriert wird.
Bisher wurde die Revision der liturgischen Bücher vom Heiligen Stuhl noch nicht offiziell bestätigt (recognitio). Seit 1998 werden die Gesangsbücher nach den Erkenntnissen der gregorianischen Musikwissenschaften überarbeitet.
In den Jahren 2004 und 2005 wurde eine Kommission eingerichtet, die mit Sachverständigen von außen die Kartäuserliturgie mit der nachkonziliaren Liturgie vereinbaren und die Bestätigung vom Heiligen Stuhl erhalten soll. In diesem Zusammenhang wurde die Liturgie der Osternacht mit dem Segnen des Osterfeuers und der Osterkerze in den Ritus aufgenommen. Diese war im antiken römischen Ritus ebenfalls nicht vorhanden.

## Merkmal
Entgegen den Erwartungen über die Liturgie der Kartäuser hat sie keine besonders langen Schweigeminuten. Sie zeichnet sich aber durch nicht vorhandene Eile, Meditation, die Vielfalt der Gesten und ihrem Geist aus.
Die Rezitation des Kanons durch den Priester erfolgt im Stillen. Er breitet dabei seine Arme waagrecht aus und sein Körper bildet somit ein Kreuz. Dies war in mehreren Riten im Mittelalter üblich. Die Stille vor den einzelnen Horen des Breviers ist wie in fast allen Riten der lateinischen Kirche vorgeschrieben.
Im Gegensatz zum heutigen römischen Ritus zeichnet er sich durch größere Nüchternheit der äußeren Form und der Meditation und den Sinn für das Heilige und die Anbetung aus. Während der Wandlung begeben sich die Mönche in die Prostratio. Nach der Messe praktizieren sie so ihre Danksagung. Durch die Stille haben sie anderes Verständnis vom Gebet. Aktuell ist es üblich, dass jeder Mönch die Messe, zusätzlich zur Konventmesse, im Stillen feiert. Die Kommunion wird regelmäßig jede Woche empfangen, teilweise auch täglich.
Prozessionen sind bei den Kartäusern, abgesehen von Fronleichnam, nicht üblich. Abgesehen von der Prozession mit dem Novizen bei der Einkleidung vom Kapitelsaal zur Zelle und eines Toten von der Zelle zur Kirche und von der Kirche zum Friedhof kennt das Kartäuserleben keine regelmäßigen Prozessionen, die die Kirche verlassen. Die Palmzweige in der Palmsonntags-Liturgie und die Kerzen an Darstellung des Herrn werden einfach in der Gemeinschaft verteilt.

## Liturgischer Kalender
Der Liturgische Kalender der Kartäuser enthält im Vergleich zu anderen Riten eine relativ kleine Zahl an Festen und Heiligen. Zwischen den Häusern gibt es nur wenige Unterschiede wie das Gedächtnis der Kirchweihe der Klosterkirche und der Gedenktag des Kirchenpatrons. 
- Vor dem Zweiten Vatikanischen Konzil wurden die Feste in folgende Ränge eingeteilt: 
  - 1) solemnitas, Hochfest
  - 2) festum candelarum, Fest mit Kerzen: Auf dem Altar brennen vor dem Tabernakel vier Kerzen bei Laudes und Vesper. Das Stundengebet wird komplett in der Kirche gefeiert.
  - 3) festum capituli, Kapitelfest: Der Tag wird als Sonntag begangen. An diesem Tag wird ein Kapitel abgehalten.
  - 4) dominicae, Sonntage: 12 Lesungen in der Matutin, das Stundengebet wird gemeinsam gebetet, das Essen wird gemeinsam eingenommen und die Rekreation findet statt.
  - 5) XII lectiones: 12 Lesungen in der Matutin, aber Reflexion und die kleinen Horen in der Zelle.
- gewöhnliche Tage:
  - 6) tres lectiones: 3 Lesungen in der Matutin
  - 7) feriae: gewöhnliche Tage
- Ränge der Feste nach dem Konzil
- festum candelarum und festum capituliwurden zugunsten von solemnitasund XII lectiones abgeschafft.
  - 1) solemnitas, Hochfest
  - 2) dominicae, Sonntage: 12 Lesungen in der Matutin, alle Stundengebete gemeinsam, Reflexion, Kapitel und Rekreation.
  - 3) XII lectiones 12 Lesungen: 12 Lesungen in der Matutin, Reflexion und kleine Horen in der Zelle
  - 4) tres lectiones: 3 Lesungen in der Matutin
  - 5) memoriae, Gedenktage: einfaches Gedenken in der Konventmesse und im Tagesgebet in Laudes und Vesper
  - 6) feriae, gewöhnliche Tage
- Heilige:
  - 26. Juni (1325): Weihe der Kirche Notre-Dame de Vauvert de Paris
  - 3. Oktober (vor 1325): Weihe der ersten Kirche von Vauvert
  - 6. Oktober (seit 1515): Heiliger Bruno, Beichtvater, 12 Lesungen
  - 8. November: Gedenken der Reliquie
  - 9. November: Gedenken an die verstorbenen Brüder und Schwestern des Ordens
  - Heiliger Hugo von Grenoble, Mitgründer des Orden
  - Heiliger Hugo von Lincoln, Kartäuser
  - Heilige Roseline de Villeneuve
  - Seliger Nicolas Albergati
  - Märtyrer der Kartäuser von London

## Textliche Besonderheiten
Die Liturgie der Kartäuser hat sich bis heute einige textliche Besonderheiten bewahrt. Eine Auswahl: 
- Salve Regina: Salve, regina MISERICORDIAE, VITAE dulcedo et spes nostra, salve. Ad te clamamus, exsules filii Evae. Ad te suspiramus, gementes et flentes in hac lacrimarum valle. Eia ergo advocata nostra, illos tuos misericordes oculos ad nos converte. Et Jesum benedictum fructum ventris tui nobis, post hoc exilium ostende BENIGNUM. O clemens, O pia, O dulcis MARIA (wird jeden Tag am Ende der Vesper rezitiert).
- Gloria der Messe: propter gloriam tuam magnam statt propter magnam gloriam tuam.
- Credo der Messe: et vitam FUTURI saeculi statt et vitam venturi saeculi
- Confiteor der Messe: Confiteor Deo et BEATAE MARIAE ET omnibus sanctis et vobis fratres quia peccavi nimis mea culpa PER SUPERBIAM, cogitatione, LOCUTIONE, opere et omissione. Precor VOS ORARE PRO ME.
- Lavabo der Messe: Vom Priester wird Psalm 25,6 EU gebetet: „Gedenke deines Erbarmens, HERR, und der Taten deiner Gnade; denn sie bestehen seit Ewigkeit!“
- ‚Orate fratres‘ der Messe: Die Sammlung wird mit „Orate fratres“, begonnen und dann mit einem stillen Gebet der Gemeinde beantwortet.
- Die Akklamation Mysterium fidei nach der Wandlung unterbleibt, der Kanon setzt sich ohne Unterbrechung direkt nach der Wandlung fort.
- Abschluss der Messe: Der Priester gibt keinen Segen. In der Konventmesse singt der Diakon oder der Akolyth V/ „Benedicamus Domino (Halleluja Halleluja)“ R/„Deo gratias (Halleluja Halleluja)“.

## Kartäusermesse
Vor oder nach der täglichen Konventmesse feiert jeder Priestermönch die Messe mit einem Novizen, einem Mönch mit zeitlicher Profess oder einem Laienbruder, je nach Frömmigkeit des Einzelnen und dessen Verfügbarkeit.

### Konventmesse
Der Kartäuserritus ist sehr nüchtern. Er unterscheidet sich in vielen Dingen vom jetzigen römischen Ritus.
Nachdem der Zelebrant sich vor dem Altar niedergeworfen hat, geht er zum Ankleiden in die Sakristei, wo er über seine Cuculus die priesterliche Kleidung anlegt. Außer einem speziellen Amikt unterscheidet sich die Kleidung nicht vom Römischen Ritus. Während der Chor den Introitus singt, sitzen die Mönche mit bedecktem Haupt und der Priester geht aus der Sakristei zur Mitte der Altarstufe, verneigt sich tief und betet. Nach dem Gloria Patri der Antiphon des Introitus geht er zum Altar und küsst ihn zur Verehrung. Danach verneigt er sich wie alle vor dem Kreuz und geht zum Kathedral, dem Sitz des Zelebranten der leicht erhöht auf der Epistelseite steht.
Gleichzeitig betet die Gemeinschaft still und tief gebeugt. Danach singt der Zelebrant, der sich ebenfalls verneigt, das Confiteor , welches sich in einigen Textstellen vom römischen Ritus unterscheidet. Danach steht er auf und singt das Misereatur. Die Gemeinde antwortet mit Amen. 
Das Kyrie wird neunmal abwechselnd von den beiden Chören, welche sich gegenüberstehen, gesungen. Dann folgt das Gloria, welches vom Priester angestimmt wird. Beim Oremus drehen sich alle Mönche zum Zelebranten und verneigt sich im Missecordia im stillen Gebet gefolgt von einem Amen. Die folgende Epistel wird von einem in der Mitte des Chores stehenden Lektor gelesen. Der Lektor ist eine feste Position oder ein Pater oder Frater, der jede Woche neu bestimmt wird. Die Gemeinde sitzt während des Vortrags der Lesung.
Anschließend wird das Graduale, das Halleluja mit seinem Vers (in der Fastenzeit der Tractus) von der Gemeinschaft gesungen. In der Zwischenzeit geht der Diakon, welcher für die jeweilige Woche bestimmt wird, mit einer Cuculle Ecclesiastique in den Altarraum, zieht die auf dem Evangelium bereitliegende Stola an und singt das Evangelium vor. Bei den Kartäusern wird in der Kirche nicht gepredigt.
Die Hostien, welche der Diakon oder der Akolyth vor der Messe vorbereitet, werden während des Offertoriums zum Altar gebracht. Der Messdiener nimmt das Velum auf die rechte Schulter und reicht dem Priester die Patene auf dem Kelch. Danach reicht er dem Zelebranten Wasser und Wein. Danach erfolgt das Lavabo. Hierzu wird Psalm 25 rezitiert. Der Priester spricht Orate fratres. Die Gemeinde respondiert nicht, sondern verbeugt sich im Gestühl und betet still. Der Kanon wird still rezitiert und die Gemeinde kniet. Während der Wandlung werfen sich die Mönche nieder. Der Priester gibt nach der Messe keinen Segen. Der Diakon spricht Benedicamus Domino (Halleluja Halleluja) und die Gemeinde antwortet Deo gratias (Halleluja, Halleluja). Danach verneigt sich die Gemeinschaft für die Danksagung.

### Die Einzelmesse
Die stillen Messen feiert jeder Priestermönch alleine oder mit einem Novizen oder Bruder in einer Kapelle, welche im Kloster verstreut liegen. Es ist nicht erlaubt, die Messe in der Zelle zu lesen oder die Eucharistie dort aufzubewahren. Der Ritus ist noch karger als der Ritus der Konventmesse. Je nach Zelebrant wird er in der Landessprache oder in lateinischer Sprache gefeiert.

#### Vorbereitungen und Vormesse
Der Priester wirft sich zu Beginn vor dem Altar nieder. Der Messdiener bereitet den Altar vor. Danach steht der Priester auf, macht das Kreuzzeichen, geht zum Altar und zieht das Messgewand an. Dann bereitet er Lektionar und Messbuch vor, verneigt sich vor dem Kreuz, füllt auf der rechten Seite des Altars den Kelch mit Wein und legt die Hostie auf die Patene. Er legt die Patene auf den Kelch und verhüllt diesen mit dem Kelchvelum.
Er geht zur Mitte des Altars, verehrt ihn mit einem Kuss und wendet sich mit den Worten Dominus vobiscum zum Messdiener um. Dieser antwortet Et cum spiritu tuo. Der Priester geht auf die linke Seite und der Messdiener auf die Rechte der Altarstufen und beide knien sich, falten die Hände und beugen sich tief vor dem Kreuz. Nach einem Moment der Stille rezitieren sie das Confiteor der Kartäuser und beendet es mit einer rituellen Formel. Der Priester geht zu einem kurzen Gebet vor die Altarmitte. 
Der Priester liest den Introitus der Messe. Er betet im Wechsel mit dem Messdiener das Kyrie eleison (Kyrie 3 Mal, Christe 3 Mal, Kyrie 3 Mal) und rezitiert das Gloria, wenn für den Tag vorgesehen und betet das Tagesgebet. Die Epistel wird gelesen. Es folgen Graduale und Halleluja. Der Messdiener steht auf. Nach den Lesungen gibt es keine Akklamationen. Nach der Verehrung des Evangeliums gibt der Priester dem Messdiener das Lektionar zurück, außer die Lesungen werden aus dem Messbuch verlesen. Wenn für den Tag vorgesehen, beten sie nun das Glaubensbekenntnis zum Kreuz gewandt.

#### Offertorium
Der Priester faltet das Korporale auf und geht zur Epistelseite. Der Messdiener holt das Wasser. Der Priester gibt mit einem Löffel einen Tropfen Wasser in den Kelch und spricht: „Aus der Seite unseres Herrn Jesus Christus entspringen Blut und Wasser für die Erlösung der Welt.“ Er geht zur Mitte des Altares und betet: In spiritu humilitatis et animo contrito suscipiamur a te Domine, et sic fiat sacrificium nostrum in conspectu tuo hodie ut placeat tibi Domine Deus. Dann macht er das Zeichen des Kreuzes über den Altar und spricht: In nomine Patris et Fili et Spiritus Sancti. Der Messdiener antwortet: Amen. Der Priester stellt den Kelch auf die Mitte des Korporales und die Patene daneben. Danach bedeckt er den Kelch mit einer Ecke des Korporales. Der Kelch wird nur zur Wandlung und zur Kommunion aufgedeckt. Dann rezitiert er das Gebet über die Opfergaben.

#### Hochgebet und Kommunion
Der Priester spricht die Einleitung des Kanon laut und den Rest des Hochgebets schweigend oder leise. Nach der Elevation der Hostie küsst der Messdiener den Boden und legt sich dann auf den Boden. Zur Kommunion steht er auf. Laut Kartäuserbrauch wird in jeder Messe die Kommunion empfangen. Nach einem Moment der Stille holt er Wein und Wasser für die Purifikation des Kelches und kniet danach bis zum Ende der Messe nieder. Die Messe endet mit einem abschließenden Gebet, dem Gruß Dominus vobiscum und einer einfachen Entlassung: R: „Benedicamus Domino“ V „Deo gratias“:
Der Messdiener assistiert dem Priester beim Ablegen der Gewänder und legt sich auf den Boden während der Priester Kelch und Patene reinigt. Danach wirft sich auch der Priester auf den Boden. Auf sein Zeichen hin stehen sie auf, grüßen einander mit einer Verneigung und kehren in die Zelle zurück.

## Das Kartäuseroffizium
In den ersten 25 Jahren des 12. Jahrhunderts wurde das ursprüngliche Offizium der Kartäuser aufgegeben und durch eines ersetzt, welches zu dem vom Heiligen Benedikt beschriebenen Zeiten gefeiert wird. An Sonntagen und Feiertagen werden daher auch zwölf Lesungen anstatt der ursprünglichen neun gelesen.

### Offizium im Chor
Die Mette, die Laudes und die Vesper werden jeden Tag im Chor der Kirche verrichtet. Im Gegensatz zu den Benediktinern singen die Kartäuser die Mette jede Nacht. An Sonntagen und Feiertagen werden auch die kleinen Horen in der Kirche gesungen. Die Komplet wird immer alleine gebetet. Seit dem Zweiten Vatikanischen Konzil wird die Prim am Sonntag in der Zelle rezitiert.
An bestimmen Festen werden vier Kerzen im Altarraum der Klosterkirche entzündet.
Nach der Mette folgt eine kurze Pause des stillen Gebets in der Dunkelheit, welche umso kürzer ist je höher der Rang des Liturgischen Tages. Danach folgen die Laudes.
Ein Teil des Stundengebetes wird im Chor in Dunkelheit gesungen.

### Offizium in der Zelle

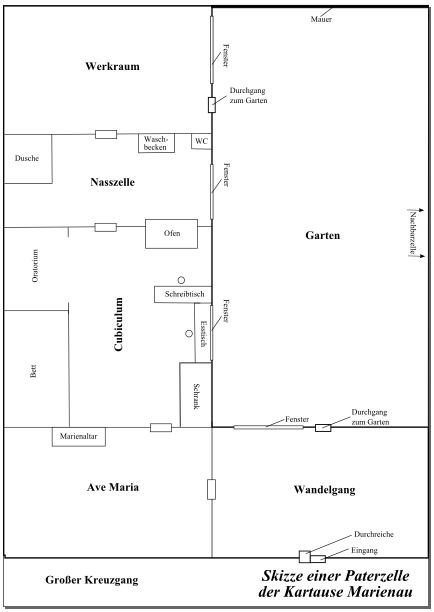
Plan einer Kartäuserzelle

Der Kartäuser rezitiert allein im Oratorium ihres Cubiculum, dem Hauptraum ihrer Zelle, alle Horen des Stundengebetes, welche nicht in der Kirche gebetet werden.

## Die anderen Liturgien der Kartäuser

### Beichte
Heute empfängt ein Mönch mindestens einmal in der Woche das Sakrament der Buße. Im 19. und 20. Jahrhundert fand die Beichte üblicherweise in der halben Stunde vor der Komplet statt.
Das Sakrament wird im Raum Ave Maria der Zelle gefeiert. Der Beichtvater mit bedecktem Haupt und ohne Stola und der Pönitent ohne Kopfbedeckung knien nebeneinander. Der Pönitent rezitiert das Kartäuserconfiteor, in das er die jetzigen und ehemaligen Sünden einfügt, welche er beichten will, und schließt es mit der Bitte: „Ich bitte die Jungfrau Maria, alle Heiligen und Sie Vater für mich zu beten“. Es erfolgt eine Ermahnung, welche häufig ausgelassen wird, und die Absolution. Die Beichte endet mit dem Segen.
Im Mittelalter gestanden sich die Mönche ihre Sünden privat im Konventkapitel, bevor sie die Morgenmesse feierten.

### Krankensalbung, Bestattung und Beerdigung

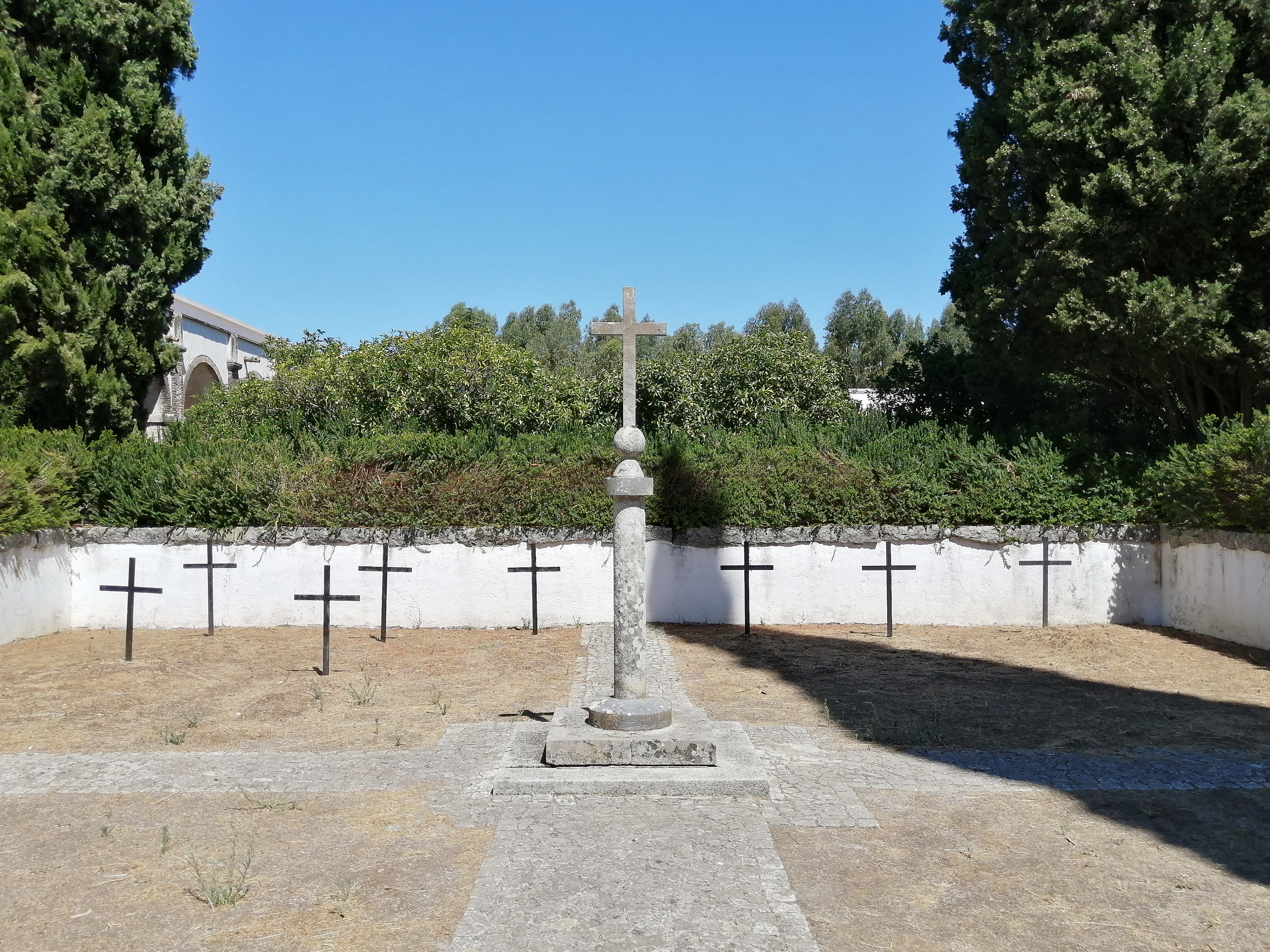
Friedhof der Kartause Santa María de Scala Coeli in Évora, Portugal, mit namenlosen Kreuzen

Die Krankensalbung wird traditionell vom Prior in Anwesenheit der Gemeinschaft in der Zelle des Mönches gefeiert. Es gibt keine separate Krankenstation.
Nach dem Tod eines Mönchs versammelt sich die Gemeinschaft in der Mönchszelle. Der Prior ist in der liturgischen Farbe violett oder schwarz gekleidet. Der Leichnam wird unter Psalmengesang in den Chor der Kirche gebracht. Von nun an wacht Tag und Nacht ein Pater oder Bruder bei dem Toten im Gebet bis zum Zeitpunkt der Beerdigung.
Ein verstorbener Kartäuser wird in seinem Ordensgewand auf ein Brett genagelt und die Kapuze des Gewandes über das Gesicht gezogen und vernäht. Die Beisetzung erfolgt in Anwesenheit der Gemeinschaft, mit Psalmengesang und normalerweise nach dem Konventrequiem. Der Leichnam liegt auf einem Katafalk. Nach der gesungenen Absolution begibt sich die Prozession in der Reihenfolge Weihrauch, einer vom ältesten Laienbruder getragenen Kerze, dem Prozessionskreuz, den von vier Mönchen getragenen Leichnam, den Brüdern und Patern und dem Prior zum Friedhof. Nach dem Füllen des Grabes wird ein letztes Gebet gesungen und die Mönche lesen eine kurze Predigt im Kapitelsaal. Als Grabmal dient ein einfaches Holzkreuz ohne Namen. Am Tag der Bestattung speist die Gemeinde im Refektorium ohne zuvor in der Kirche gebetet zu haben.